# 歡樂無法黨
歡樂無法黨是中華民國曾經存在的政党，也是第一個由網路創作者成立之政黨，屬柔性政黨，由邱威傑、張志祺、陳子見三位YouTuber共同創立。2021年2月，該黨因超過一年未進行法人登記，中華民國內政部依據《政黨法》廢止其政黨備案。

## 歷史
2019年11月5日，歡樂無法黨公開黨名與黨綱。11月14日，在臺北市舉行創黨大會，於會中通過黨綱，選舉產生歡樂總書記及榮譽主席分別由邱威傑和柚子擔任。11月20日，公布2020年全國不分區立法委員名單，雞排妹、館長等網路名人皆在列，但由於名單包括貓狗，純屬娛樂性質；邱威傑隔日表示，創黨的首要目的並非參與2020年選舉。11月22日，選舉登記截止日當天，歡樂無法黨尚未完成法人登記。
2020年2月19日，歡樂無法黨在臉書上公布通過中華民國內政部核准備案，成為中華民國第365個合法政黨。
2021年2月19日，中華民國內政部公告，歡樂無法黨在備案後一年未完成法人登記，內政部依《政黨法》宣告廢止政黨備案。

## 政治理念
2019年11月22日，邱威傑表示，歡樂無法黨創黨目的是想傳達、實現大型公民教育課的理念，並希望帶動全國民眾的歡笑、找回政治上的歡樂。歡樂無法黨定調為全國性柔性政黨，不收黨費、容許雙重黨籍。因應創始人之一陳子見厭惡香菜的個人特色，歡樂無法黨將反對香菜的觀念納入黨綱第二條與第五條，但允許喜歡香菜的人入黨。

## 组织

### 歡樂總書記
| 任次 | 姓名   | 接任           | 卸任          | 備註                                                                                 |
| ---- | ------ | -------------- | ------------- | ------------------------------------------------------------------------------------ |
| 1    | 邱威傑 | 2019年11月14日 | 2021年2月19日 | 台灣渥克劇團編劇及演員、第13屆臺北市議員、陸伍伍參伍公司負責人、上班不要看頻道創辦人 |

### 歡樂執行書記
| 姓名   | 背景                       |
| ------ | -------------------------- |
| 邱威傑 | 臺北市議員                 |
| 呂鴻志 | 火燒島樂團主唱             |
| 何姍蓉 | 眼球中央電視台製作人       |
| 張志祺 | 圖文不符負責人             |
| 朱智宇 | 消防員工作權益促進會秘書長 |

### 最高大法師團
| 姓名   | 背景                         |
| ------ | ---------------------------- |
| 陳子見 | 眼球中央電視台主播           |
| 姜冠宇 | 醫師；台灣世衛外交協會發起人 |
| 鄭淑娟 | 台灣身心障礙兒童權利推動聯盟 |
| 吳東燁 | 呱吉辦公室成員               |
| 劉采翎 | 呱吉辦公室成員               |

## 外部連結
- 歡樂無法黨的Facebook專頁
- YouTube上的歡樂無法黨 黨歌